# 温泉镇 (武山县)
温泉镇，是中华人民共和国甘肃省天水市武山县下辖的一个乡镇级行政单位。
2015年10月9日，甘肃省民政厅批复同意撤销温泉乡，设立温泉镇。

## 行政区划
温泉镇下辖以下地区：
斜坡村、大庄村、东梁村、柏山村、英咀村、聂河村、赵庄村、温泉村、田河村、冯河村、大坪村、小南村、盘坡村、杜沟村、何湾村、棋盘村、中坝村、草川村、双录村、马皇寺村和李子沟村。